# Burgh, Suffolk
Burgh är en by och en civil parish i distriktet East Suffolk, Suffolk, England. Orten har 191 invånare (2001).